# なか憲人
なか 憲人（なか けんと）は、日本の漫画家。男性。別名義に中憲人、けん、犬のかがやき。

## 略歴
2013年から「紙切りくん」名義で漫画を描き始め、ツイッターで発表（のちに名義を「けん」に変更）。
2014年から2019年にかけて、バーグハンバーグバーグの運営するウェブメディア「オモコロ」で漫画や記事を連載する。
2017年、「中憲人」名義で、別冊ヤングチャンピオンに『みんなで辞めれば怖くない』を連載開始し、商業作家デビュー。その後、『思春期コアラの一日』『雑な生活』を発表。
2020年より、「犬のかがやき」名義で、お団子頭のキャラクター（性別は明言されていない）を語り手にした、日記エッセイ調の漫画をツイッターで発表。2022年には、『犬のかがやき日記』として単行本化される。
2021年、漫画配信サイト・コミプレで『とくにある日々』の連載を開始する際、ペンネームを「なか憲人」表記に変更。

## 作品リスト
中憲人名義
- 『みんなで辞めれば怖くない』秋田書店〈ヤングチャンピオン・コミックス〉、2018年11月20日発売、ISBN 978-4-253-14038-6（『別冊ヤングチャンピオン』2017年11月号 - 2018年）
- 『思春期コアラの一日』朝日新聞出版〈ソノラマ+コミックス〉、2019年5月20日発売、ISBN 978-4-02-214275-7
- 『シールの赤ちゃん』コミックビーム 2020年5月号 -
- 『雑な生活』KADOKAWA〈ビームコミックス〉、2020年4月11日発売、ISBN 978-4-04-736078-5 - 『アイスム』連載分のほか40ページ以上の描き下ろしを収録

なか憲人名義
- 『出会い』コミプレ 2021年9月10日掲載 - わいるどヒーローズ1周年記念「人気作家ショート読切まつり！」の第3弾
- 『とくにある日々』ヒーローズ〈ヒーローズコミックス わいるど〉、既刊5巻（『コミプレ』2021年4月2日 - 連載中）
  1. 2022年1月27日発売、ISBN 978-4-86468-864-2
  2. 2022年8月29日発売、ISBN 978-4-86468-124-7
  3. 2023年8月29日発売、ISBN 978-4-86468-195-7
  4. 2024年1月29日発売、ISBN 978-4-86468-235-0
  5. 2024年8月29日発売、ISBN 978-4-86468-279-4

犬のかがやき名義
- 『犬のかがやき日記』KADOKAWA〈KITORA〉、2022年3月23日発売、ISBN 978-4-04-605757-0

## 備考
- 漫画を描き始めたきっかけは、「なかよし2013年3月号付録の『まんが家入門セット』がかなり豪華らしい」というニュースをたまたま目にし、購入したことから[16]。
- 「犬のかがやき」の扱いについては、「私自身の自画像やアバターではなく、そういう漫画のキャラとして適当に読んでいただければありがたいです」[17]とする。また、犬のかがやき側から、なか憲人の作品について言及する際は、「絵が似てる人の漫画」[18]と表現する。

## 関連リンク
- なか憲人 (@tokuniaru) - X（旧Twitter）
- 犬のかがやき (@inunokagayaki) - X（旧Twitter）